# Nuoto ai XVII Giochi paralimpici estivi - Uomini 200 metri stile libero
Le gare di nuoto 200 metri stile libero maschili ai XVII Giochi paralimpici estivi si sono svolte tra il 29 agosto e il 7 settembre 2024 alla Paris La Défense Arena.

## Programma
Sono stati disputati 5 eventi, articolati in una serie di batterie di qualificazione in mattinata; la finale è stata disputata nel pomeriggio/sera del medesimo giorno.
| Evento | Data   | Data   | Data   | Data   | Data   | Data   | Data  | Data  | Data  | Data  | Data  | Data  | Data  | Data  | Data  | Data  | Data  | Data  | Data  | Data  |
| Evento | Gio 29 | Gio 29 | Ven 30 | Ven 30 | Sab 31 | Sab 31 | Dom 1 | Dom 1 | Lun 2 | Lun 2 | Mar 3 | Mar 3 | Mer 4 | Mer 4 | Gio 5 | Gio 5 | Ven 6 | Ven 6 | Sab 7 | Sab 7 |
| Evento | M      | P      | M      | P      | M      | P      | M     | P     | M     | P     | M     | P     | M     | P     | M     | P     | M     | P     | M     | P     |
| ------ | ------ | ------ | ------ | ------ | ------ | ------ | ----- | ----- | ----- | ----- | ----- | ----- | ----- | ----- | ----- | ----- | ----- | ----- | ----- | ----- |
| S2     |        |        |        |        |        |        |       |       | B     | F     |       |       |       |       |       |       |       |       |       |       |
| S3     |        |        |        |        |        |        |       |       |       |       |       |       |       |       |       |       |       |       | B     | F     |
| S4     |        |        |        |        |        |        |       |       |       |       | B     | F     |       |       |       |       |       |       |       |       |
| S5     | B      | F      |        |        |        |        |       |       |       |       |       |       |       |       |       |       |       |       |       |       |
| S14    |        |        |        |        | B      | F      |       |       |       |       |       |       |       |       |       |       |       |       |       |       |

| M | mattina | P | pomeriggio/sera |

| B | Batterie | F | Finale per medaglia d'oro |

## Risultati
Tutti i tempi sono espressi in minuti e secondi.

### S2
Le gare si sono svolte il 2 settembre 2024.
| Pos. | Atleta                            | Nazione                     | Tempo   | Note                |
| ---- | --------------------------------- | --------------------------- | ------- | ------------------- |
|      | Gabriel Geraldo dos Santos Araujo | Brasile                     | 3:58,92 | Record panamericano |
|      | Vladimir Danilenko                | Atleti Paralimpici Neutrali | 4:14,16 |                     |
|      | Alberto Caroly Abarza Diaz        | Cile                        | 4:22,18 |                     |
| 4    | Jacek Czech                       | Polonia                     | 4:27,48 |                     |
| 5    | Bruno BECKER da Silva             | Brasile                     | 4:27,65 |                     |
| 6    | Rodrigo Santillan                 | Perù                        | 4:39,26 |                     |
| 7    | Kamil Otowski (S1)                | Polonia                     | 4:41,79 | Record paralimpico  |
| 8    | Roman Bondarenko                  | Ucraina                     | 4:56,47 |                     |

### S3
Le gare si sono svolte il 7 settembre 2024.
| Pos. | Atleta                   | Nazione   | Tempo   | Note |
| ---- | ------------------------ | --------- | ------- | ---- |
|      | Umut Unlu                | Turchia   | 3:19,53 |      |
|      | Denys Ostapchenko        | Ucraina   | 3:19.,6 |      |
|      | Serhii Palamarchuk       | Ucraina   | 3:33,04 |      |
| 4    | Diego Lopez Diaz         | Messico   | 3:33,45 |      |
| 5    | Josia Tim Alexander Topf | Germania  | 3:41,04 |      |
| 6    | Vincenzo Boni            | Italia    | 3:44,03 |      |
| 7    | Krzysztof Lechniak       | Polonia   | 3:52,62 |      |
| 8    | Grant Patterson          | Australia | 3:57,72 |      |

### S4
Le gare si sono svolte il 3 settembre 2024.
| Pos. | Atleta                         | Nazione                     | Tempo   | Note                |
| ---- | ------------------------------ | --------------------------- | ------- | ------------------- |
|      | Ami Omer Dadaon                | Israele                     | 2:49,26 |                     |
|      | Roman Zhdanov                  | Atleti Paralimpici Neutrali | 2:53,01 |                     |
|      | Takayuki Suzuki                | Giappone                    | 2:55,17 |                     |
| 4    | Angel de Jesus Camacho Ramirez | Messico                     | 2:55,20 | Record panamericano |
| 5    | Federico Cristiani             | Italia                      | 2:56,85 |                     |
| 6    | Sebastian Massabie             | Canada                      | 2:59,15 |                     |
| 7    | Luigi Beggiato                 | Italia                      | 3:00,90 |                     |
| 8    | Cameron Leslie                 | Nuova Zelanda               | 3:06,84 |                     |

### S5
Le gare si sono svolte il 29 agosto 2024.
| Pos. | Atleta               | Nazione                     | Tempo   | Note               |
| ---- | -------------------- | --------------------------- | ------- | ------------------ |
|      | Francesco Bocciardo  | Italia                      | 2:25,99 | Record paralimpico |
|      | Kirill Pulver        | Atleti Paralimpici Neutrali | 2:27,32 |                    |
|      | Oleksandr Komarov    | Ucraina                     | 2:30,13 |                    |
| 4    | Antoni Ponce Bertran | Spagna                      | 2:34,25 |                    |
| 5    | Guo Jincheng         | Cina                        | 2:40,74 | Record asiatico    |
| 6    | Luis Huerta Poza     | Spagna                      | 2:45,30 |                    |
| 7    | Wang Lichao          | Cina                        | 2:45,66 |                    |
| 8    | Zeyad Kahil          | Egitto                      | 2:52,64 |                    |

### S14
Le gare si sono svolte il 31 agosto 2024.
| Pos. | Atleta                      | Nazione       | Tempo   | Note             |
| ---- | --------------------------- | ------------- | ------- | ---------------- |
|      | William Ellard              | Gran Bretagna | 1:51,30 | Record mondiale  |
|      | Nicholas Bennett            | Canada        | 1:53,61 |                  |
|      | Jack Ireland                | Australia     | 1:53,77 | Record oceaniano |
| 4    | Dmytro Vanzenko             | Ucraina       | 1:54,48 |                  |
| 5    | Juan Esteban Garcia Sanchez | Colombia      | 1:57,42 |                  |
| 6    | Alexander Hillhouse         | Danimarca     | 1:57,96 |                  |
| 7    | Tang Wai Lok                | Hong Kong     | 1:58,43 |                  |
| 8    | Cheung Tsun Lok             | Hong Kong     | 1:58,87 |                  |